# Bioethik
Bioethik bezeichnet die ethische Reflexion jeglichen Umgangs von Menschen mit der belebten Umwelt, im Speziellen des Umgangs von Menschen mit dem Leben (anderer Menschen), den Tieren, der Natur und mit medizinischen wie auch biotechnischen Anwendungen. Eines der Ziele ist es, gesellschaftlichen Konsens zu diesen Fragen und Diskussionen zu finden, um eine (moralische) Grundlage zur Aufstellung von normativen Regeln (Gesetze, Konventionen, Entscheidungsgrundlagen für Ethikkommissionen) für einen verantwortungsvollen Umgang mit Leben zu liefern. Die Bioethik ist ein Teilgebiet der Ethik und zählt somit zur praktischen Philosophie.

## Begriffserklärung und Aufgabengebiet
Der deutsche Begriff Bioethik umfasst einen weiten Gegenstandsbereich. Dieser reicht von ethischen Problemen im Umgang mit der belebten Umwelt, beginnend beim verantwortungsvollen Umgang mit unseren biologischen Ressourcen (z. B. Schutz der Regenwälder) über die Verwirklichung eines umfassenden Artenschutzes (vgl. Artensterben) bis zum Umgang mit Nutz- und Versuchstieren in der Nahrungsmittelindustrie und Forschung (Tierethik). Mit steigender Bedeutung befasst sich die Bioethik schließlich mit den Auswirkungen der biotechnischen und -medizinischen Entwicklungen auf den einzelnen Menschen bzw. auf die menschliche Gemeinschaft. Sie umfasst dabei auch alle Bereiche der medizinischen und humanökologischen Ethik. Das Wort Bioethik stammt aus dem Angloamerikanischen und wurde dort angesichts der rasanten biomedizinischen Entwicklung in den frühen 1970er Jahren geprägt. Im Gegensatz zum englischen Begriff Bioethics, der im angloamerikanischen Raum weitgehend mit Medical Ethics gleichzusetzen ist, hat der Begriff im Deutschen die Erweiterung auf all die oben genannten Bereiche erfahren.
In der Öffentlichkeit sind vorherrschende bioethische Problembereiche: Gentechnologie – grob in die zwei Bereiche Rote Gentechnologie und Grüne Gentechnologie aufgeteilt und sehr unterschiedlich bewertet. Zusätzlich hat der Problembereich der Reproduktionsmedizin (der ursprünglich mit Gentechnologie nichts zu tun hatte, jetzt aber immer mehr Berührungspunkte mit dieser entwickelt) in den letzten Jahren an Bedeutung gewonnen (Stichworte: reproduktives Klonen oder Präimplantations- und Pränataldiagnostik von bestimmten Erbkrankheiten, Chromosomenbesonderheiten und körperlichen Fehlbildungen). Nahezu alle Länder der Erde haben mittlerweile zu diesen Themenfeldern Beratungsgremien eingerichtet, so z. B. für Österreich die Österreichische Bioethik-Kommission und für Deutschland der Deutsche Ethikrat.

## Hauptströmungen bioethischer Herangehensweisen (Moraltheorien)

### Kants Ethik / Deontologische Ethik
Die moralische Qualität einer Entscheidung und damit auch einer Handlung sind nicht von den absehbaren und vermutlichen Folgen derselben abhängig, sondern ausschließlich von der moralischen Qualität der persönlichen Absicht und der Maxime (subjektive Handlungsregel), die für die Entscheidung bestimmend ist. Zur Beurteilung der moralischen Qualität einer Maxime dient der Kategorische Imperativ, der die Verallgemeinerbarkeit der Maxime zu einer objektiven Norm bzw. einer allgemeingültigen Handlungsregel fordert.
Aus Kants Ethik folgt jedoch noch keine allgemein verbindliche moralische oder rechtliche Norm zum angemessenen sittlichen Umgang mit menschlichen Embryonen. Allerdings wird eine bestimmte Version des Kategorischen Imperativs (Zweck-an-sich-Formel), die die absichtliche und ausschließliche Instrumentalisierung anderer Subjekte oder Personen verbietet, von manchen (kantianischen) Ethikern auch auf menschliche Embryonen angewandt. Dies ist jedoch auch aus kantischer Sicht problematisch, weil menschliche Embryonen zumindest auf einer frühen Entwicklungsstufe noch keine vollwertigen Subjekte oder Personen mit praktischer Vernunft sind. Unter Medizinethikern ist es strittig, ob Humangenetiker und medizinische Forscher menschliche Embryonen zu Forschungszwecken mit noch vagen therapeutischen Fernzielen „herstellen“ und „verbrauchen“ dürfen.
Insbesondere strittig ist, ob menschlichen Embryonen bereits ab der Verschmelzung der Zellkerne der moralische und rechtliche Status der vollen Schutzwürdigkeit des Lebens und der Würde des Menschen normativ zugesprochen werden kann und soll. Dafür spricht das Potentialitätsargument, dass menschlichen Embryonen bereits ab der Verschmelzung des Zellkerns das genetische Potential zur selbständigen Entwicklung eines Menschen zukommt. Dagegen spricht, dass die endgültige Anzahl der menschlichen Individuen nicht von Anfang an genetisch festgelegt ist. Außerdem kann sich der komplizierte Prozess der vollständigen embryonalen Entwicklung eines oder mehrerer Kinder nur unter den günstigen Realbedingungen der gelingenden Einnistung des befruchteten Zellkerns in die Gebärmutter einer bestimmten Frau vollziehen. Handelsübliche Verhütungsmittel, wie z. B. Kondome, die „Pille“, die „Spirale“ oder die „Pille danach“ verhindern entweder die Entstehung eines befruchteten Zellkerns oder aber die Einnistung oder weitere Entwicklung des Zellkerns. Jede rechtsmündige Frau hat jedoch – zumindest im modernen Rechtsstaat – auch ein bürgerliches Recht auf persönliche Selbstbestimmung, auf Verfügung über ihren eigenen Körper und damit auch über die Zulassung, den Vollzug oder den Abbruch ihrer eigenen Schwangerschaft. Das Recht auf Abtreibung und künstliche Befruchtung wird durch die jeweilige nationale Gesetzgebung geregelt.

### Utilitarismus (Konsequenzbasierte Theorie)
Bei dieser moralischen Theorie werden Gebote und Verbote von den Folgen her beurteilt. Als ein Ziel gilt, den größtmöglichen Nutzen für die größtmögliche Anzahl von Menschen zu erreichen. Fachwissenschaftlich nur als Polemik zu bezeichnen sind Ausführungen wie die nachfolgende These: „In seiner klassischen, reinen Form ist diese Theorie praktisch nicht auf die Bioethik anzuwenden, da sie im Prinzip das Töten eines Menschen zum Zweck der Organentnahme und -transplantation erlauben müsste. Der Nutzen für all die Organempfänger wäre größer als der Schaden für den einen Menschen“. Um den Utilitarismus für die Bioethik fruchtbar zu machen, muss man allgemein gültige unverhandelbare Grundsätze (z. B. Recht auf Leben) einführen, was dieser zumindest auch für Personen anerkennt. Wer und ab wann diese rechtsethischen Kriterien für die weltanschaulich fundamental unterschiedlichen Personenkonzepte erfüllt ist, bleibt jedoch die strittige Frage. Weniger einschneidende Fragestellungen können dann aber unter Abwägung des Schadens und des Nutzens entschieden werden. So kann man die Frage, ob es erlaubt sein soll, überzählige Embryonen zur Stammzellerzeugung freizugeben, mit Blick auf den Nutzen für potentielle kranke Stammzellempfänger, zustimmend beantworten.
Die utilitaristische Herangehensweise ist besonders in der angloamerikanischen Bioethik vertreten. Die Thesen des australischen Utilitaristen Peter Singer und des deutschen Rechtsphilosophen Norbert Hoerster (wobei Hoerster rechtstheoretisch dem „Kontraktualismus“ zuzurechnen ist) wurden kontrovers diskutiert und gelten als umstritten.

### Liberaler Individualismus (Rechtebasierte Theorie)
Hierbei werden bioethische Fragestellungen zwischen den (moralischen und gesetzlichen) positiven und negativen Rechten der einzelnen betroffenen Individuen ausgehandelt. Jeweils das stärkere Recht gilt. Im Fall der Embryonen könnte man theoretisch auch einen positiven Schutz auf Leben konstatieren, der jedwede Nutzung als Stammzellen verbietet. Wobei sich hierfür aus der Tradition eines nichtreligiösen sprich säkularen Argumentationsmodells kein Vertreter gefunden hat. Man könnte allerdings den gewollten Druck der Pharmaindustrie, als logische Befürwortung dieser Theorie verstehen.

### Kommunitarismus (Gemeinschaftsbasierte Theorie)
Diese Moralvorstellung richtet sich im Besonderen gegen den liberalen Individualismus und betont in ihren bioethischen Entscheidungen mehr die Auswirkung auf die Gemeinschaft als auf den Einzelnen. Vertreter dieser Theorie könnten sowohl Argumente für die Nutzung von Embryonen als auch gegen die Nutzung vorbringen. Dafür spricht der potentielle Nutzen für die medizinische Versorgung der Menschen, die in der Folge weiter im Arbeitsprozess integrierbar sind (Beitragszahler) und weniger Ressourcen für ihre Versorgung benötigen. Dagegen könnte man z. B. die potentielle Ausnutzung von Frauen (unangenehme Eizellspende) vorbringen.

## Rezeption bioethischer Fragestellungen in der Öffentlichkeit
Bioethische Fragestellungen stoßen zum Teil auf ein großes Interesse in der Öffentlichkeit. Der Wissensstand zu den zum Teil komplexen wissenschaftlichen Grundlagen ist aber konstant über die letzten acht Jahre nicht allzu hoch. Auf die Frage, ob auch nicht gentechnologisch veränderte Tomaten Gene enthalten, antworten nur ca. 35 % richtigerweise mit ja. Circa 50 % glauben fälschlicherweise, dass beim Essen von gentechnisch veränderten Lebensmitteln die eigenen Gene verändert werden können. Im Wissen über die wissenschaftlichen Grundlagen gibt es ein klares Nord-Süd-Gefälle in Europa. In Schweden werden von 9 Fragen 6,35 richtig beantwortet, in Portugal nur 3.93. Deutschland und Österreich liegen im Mittelfeld (≈4,79). Trotzdem wird die Frage, ob Biotechnologie Vorteile für ihr Leben bringe, von 25 % der europäischen Bevölkerung (EU) mit unentschieden beantwortet. Von den Europäern, die eine Meinung dazu haben, sind 44 % optimistisch und 17 % pessimistisch. In der allgemeinen Stimmungslage zur Biotechnologie kann man einen klaren Knick um das Jahr 1999 erkennen. Von 1991 bis 1999 nahm die Zustimmung rasant ab, ab 1999 nahm sie wieder zu und hat jetzt fast wieder das Niveau von 1991 erreicht. Der Grund könnte in dem doch weitgehend positiv besetzten Thema der vollständigen Sequenzierung des menschlichen Genoms und dem vermeintlichen Nutzen für die Medizin liegen.
Einen klaren Unterschied in der Zustimmungsrate kann man aufgeteilt auf die verschiedenen Bereiche beobachten.

### Rote Gentechnologie
Die Rote Gentechnologie umfasst alle Bereiche, die mit Medizin in Verbindung stehen, wie rekombinante Herstellung von Medikamenten, Gentherapie, Stammzellforschung, Grundlagenforschung mit gentechnologischen Methoden und genetisches Testen. Die Beurteilung des genetischen Testens z. B. ist in den letzten 8 Jahren konstant hoch, aber leicht abnehmend (von 94 % (1996) auf 91 % (2002), je zur Hälfte volle Zustimmung und risikoabhängige Zustimmung).
In der Schweiz wurde am 28. November 2004 die erste verbindliche Abstimmung in einem demokratischen Land über ein Gesetz zur Verwendung von überzähligen Embryonen (von In-vitro-Fertilisations-Versuchen) zur Stammzellforschung durchgeführt. Es stimmten knapp zwei Drittel der Bevölkerung (66,4 %) und alle Kantone mit Ja.

### Reproduktionsmedizin
Die Diskussion um die Reproduktionsmedizin umfasst viele unterschiedliche Problemfelder, wie Schwangerschaftsabbruch, In-vitro-Fertilisation, Eizellspende und späte Mutterschaft, und nicht zuletzt (reproduktives) Klonen. 32 % der Europäer unterstützen die Bestrebungen zum Klonen (ohne Unterscheidung ob reproduktiv oder therapeutisch) voll, 50 % risikoabhängig und 17 % überhaupt nicht.

### Grüne Gentechnologie
Die Grüne Gentechnologie umfasst die Anwendung der Gentechnologie in der Pflanzenzüchtung. Hier ist die Ablehnungshaltung am höchsten. Je ca. ein Drittel der Bevölkerung unterstützen voll, risikoabhängig oder lehnen diesen Bereich ab. Noch stärker ist die Ablehnung, wenn es um Nahrungsmittel geht, hier zeigen etwa 50 % eine strikte Ablehnung.

### Andere Problemfelder
Die Probleme der Tierethik oder der Humanökologie interessieren einen etwas kleineren Bereich der Öffentlichkeit. Besonders im Tierschutz gibt es einen z. T. sehr starken Widerstand, der sowohl die Tierzucht für die Nahrungsmittel- und Bekleidungsindustrie als auch Tierexperimente vehement bekämpft.

## Rechtliches

### Biomedizinkonvention (Europarat)
Auszug
- Kapitel I Allgemeine Bestimmungen
  - Artikel 1 Gegenstand und Ziel

Die Vertragsparteien dieses Übereinkommens schützen die Würde und die Identität aller menschlichen Lebewesen und gewährleisten jedermann ohne Diskriminierung die Wahrung seiner Integrität sowie seiner sonstigen Grundrechte und Grundfreiheiten im Hinblick auf die Anwendung von Biologie und Medizin.
Jede Vertragspartei ergreift in ihrem internen Recht die notwendigen Maßnahmen, um diesem Übereinkommen Wirksamkeit zu verleihen.
- - Artikel 2 Vorrang des menschlichen Lebewesens

Das Interesse und das Wohl des menschlichen Lebewesens haben Vorrang gegenüber dem bloßen Interesse der Gesellschaft oder der Wissenschaft.
- - Artikel 3 Gleicher Zugang zur Gesundheitsversorgung

Die Vertragsparteien ergreifen unter Berücksichtigung der Gesundheitsbedürfnisse und der verfügbaren Mittel geeignete Maßnahmen, um in ihrem Zuständigkeitsbereich gleichen Zugang zu einer Gesundheitsversorgung von angemessener Qualität zu schaffen.
- - Artikel 4 Berufspflichten und Verhaltensregeln

Jede Intervention im Gesundheitsbereich, einschließlich Forschung, muß nach den einschlägigen Rechtsvorschriften, Berufspflichten und Verhaltensregeln erfolgen.

### Deklaration betreffend das menschliche Genom und die Menschenrechte (UNESCO)
Im Jahr 1997 wurde die Deklaration der UNESCO betreffend das menschliche Genom und die Menschenrechte (Universal Declaration on the Human Genome and Human Rights) verabschiedet. Art. 11 dieser Deklaration enthält folgende Bestimmung:
- „Praktiken, die der Menschenwürde entgegenstehen, wie das reproduktive Klonen von menschlichen Lebewesen, sollen nicht erlaubt sein. Die Staaten und die kompetenten internationalen Organisationen sind zur Kooperation eingeladen, um solche Praktiken zu identifizieren und auf nationaler und internationaler Ebene Maßnahmen zu ergreifen, welche garantieren, dass die in dieser Deklaration aufgestellten Prinzipien respektiert werden.“

Das „reproduktive“ Klonen wird nur als Beispiel aufgeführt. Weitere Praktiken der Biotechnologie, welche die Menschenwürde verletzen, werden nicht erwähnt. Inwiefern diese Deklaration weitere internationale und nationale Regelungen beeinflusst, ist schwierig abzuschätzen. Jedenfalls fühlen sich kaum alle Länder zur sofortigen Durchsetzung solcher eher vage formulierten Bestimmungen veranlasst.

### Kein weltweites Klonverbot (UNO)
Im November 2004 konnten sich nach Monaten des Verhandelns ca. 60 Länder (inkl. USA) mit ihrer Forderung nach einem totalen Klonverbot für menschliche Zellen nicht in der UN-Vollversammlung durchsetzen. Am 8. März 2005 wurde eine unverbindliche Deklaration erarbeitet, die das reproduktive Klonen verbietet, den Streit über das therapeutische Klonen jedoch in der Schwebe lässt. Diese Deklaration hat aber nicht den Stellenwert einer allgemein verbindlichen Konvention.

## Ausgewählte Problemfelder

### Bioethik für alle Lebewesen
- Tierethik (siehe auch Tierschutz)
- Pflanzenethik
- Artenschutz (siehe dort)
- Umweltethik (siehe dort)

### Bioethik in Bezug auf den Menschen
- Neuroethik (siehe dort)

#### Definition des Lebensbeginnes
Eine der besonders umstrittenen Themen der Bioethik ist die Frage, ab wann dem menschlichen Leben die volle, uneingeschränkte Menschenwürde und somit der volle Lebensschutz zuzugestehen sei. Grob kann man die Antworten darauf in zwei Gruppen einteilen:
1. Der normative Anspruch unter z. B. Berufung auf die Würde (inkl. uneingeschränkter Lebensschutz) des Menschen beginnt ab der Verschmelzung der Samen- und der Eizellkerne (oder – nicht so häufig vertreten – schon ab der Verschmelzung der Samen- und Eizelle), da diese befruchtete Eizelle schon das uneingeschränkte Potenzial zur Entstehung eines Menschen (Totipotenz) besitzt. Diese Ansicht wird besonders von christlichen Ethikern und von vielen deontologischen Bioethikern vertreten und verbietet ab der Verschmelzung der Zellkerne jegliche Manipulation des Embryos, wie Präimplantationsdiagnostik, therapeutisches und reproduktives Klonen, und zum Teil auch den Schwangerschaftsabbruch (hierzu ist die Meinung allerdings geteilt, siehe dazu die Diskussion zum Schwangerschaftsabbruch auf dieser Seite). Diese Auffassung wird im Wesentlichen auch im deutschen und österreichischen Embryonenschutzgesetz vertreten.
2. Der normative Anspruch unter z. B. Berufung auf die Würde des Menschen beginnt irgendwann danach, entweder graduell oder der rechtlichen Setzung eines gesellschaftlich pragmatischen Kriteriums wie der Geburt. Wesentliche Zeitpunkte, die dafür genannt werden, sind (a) die Einnistung (Nidation) der befruchteten Eizelle in die Gebärmutter, (b) die Entstehung des zentralen Nervensystems, (c) das Auftauchen der ersten Empfindungen, (d) die Geburt und (e) der Zeitpunkt des Auftretens der Persönlichkeit (Person). Im Allgemeinen wird diese Ansicht häufig von Utilitaristen aber auch von Ethikern des liberalen Individualismus vertreten. Die Kontroverse zu diesem Thema in der bioethischen Debatte nimmt stark zu, desto später dem beginnenden Leben volle Menschenwürde zugesprochen wird. Besonders die Ansichten des australischen Philosophen Peter Singer und in abgeschwächter Form des deutschen Rechtsphilosophen Norbert Hoerster, dass die Würde des Menschen unmittelbar mit dem Personenstatus (der wesentlich auch mit Selbstbewusstsein verknüpft ist, und daher erst im Kindesalter eintritt) verbunden sei, werden bisweilen heftig kritisiert. In der Debatte um die Stammzellforschung wird von Medizinern, Biologen und Ethikern häufig der Einnistungszeitpunkt als ausschlaggebend betrachtet, nicht zuletzt um die embryonale Stammzellproduktion durch therapeutisches Klonen zu rechtfertigen. Manche Schwangerschaftsabbruchbefürworter halten die Entstehung des zentralen Nervensystems (ZNS) und das Auftreten der ersten Empfindungen als ausschlaggebend.

Wie mit überzähligen befruchteten Embryonen – dies sind im Wesentlichen während einer In-vitro-Fertilisation nicht eingepflanzte Embryonen – umgegangen werden soll, hängt direkt mit dieser Frage des Eintretens der Menschenwürde zusammen, aber auch mit dem prinzipiellen Umgang mit menschlichem Leben. Entweder vertritt man die Auffassung, dass jegliche Instrumentalisierung von Leben absolut verboten sei (einige Vertreter des ethischen Kantianismus), oder man erlaubt ein Abwägen des Lebensschutzes von Embryonen mit dem Nutzen daraus entwickelter Stammzellen für potenzielle Patienten oder die Forschung (Utilitarismus) oder man betrachtet Embryonen (außerhalb des Mutterleibes) noch gar nicht als mit Rechten ausgestattete (potenzielle) Menschen.

#### Definition des Todes
- Hirntod

#### Reproduktionsmedizin
- Samenspende, Eizellenspende, Leihmutterschaft und späte Mutterschaft
- Pränataldiagnostik, Präimplantationsdiagnostik
- Eugenik, Selektion
- Schwangerschaftsabbruch
- Reproduktives Klonen

#### Medizinethik
- Patientenverfügung
- Suizid, Sterbehilfe
- Organtransplantation und Xenotransplantation
- Organhandel
- Quartäre Prävention
- Gentherapie
- Therapeutisches Klonen
- Zugang zu medizinischen Leistungen, Gesundheitspolitik

#### Humangenetik
- Datenschutz
- Kriminalistik (Biometrie, genetischer Fingerabdruck)

#### Forschung
- Tierversuche
- Embryonenforschung